# Daemonorops gracilipes
Daemonorops gracilipes là loài thực vật có hoa thuộc họ Arecaceae. Loài này được (Miq.) Becc. mô tả khoa học đầu tiên năm 1902.